# ヒューゴ (企業)
株式会社ヒューゴは、SEOで知られるインターネットコンサルティング企業。
本社は米国ハワイ州に所在していて、英語表記はHUGO, Incorporated
日本本社は大阪市中央区に所在しており代表取締役は中田大輔。2012年9月に日本法人設立。

## 解説
設立当初は漢字ネームドットコムという世界向けの自社インターネットサービスを展開し、検索エンジン上のマーケティング、およびプロモーションの実践によりノウハウを蓄積したとされる。
代表的なサービスに、マッハSEO、Overseas SEOなどがある。
SEOサービスにおいては国内で、初めて「検索結果数×１円」という明確な料金設定や、キーワード別の見積システムを自社開発で搭載し、20位以内の順位保証（返金保証）を含めたサービスでリリース当初から
低予算でも必ず上位表示されるとして話題となった。
社内では、2007年からシエスタを習慣として取り入れている。
日本において積極的に休憩を取り入れるという取り組み自体の珍しさや、これが業績向上にもつながっているということで多くのメディアに取り上げられている。